# 桑德灵厄姆府
山靜咸府（英語：Sandringham House）是位於英格蘭諾福克郡山靜咸教區的一座鄉村別墅。該建築為查理斯三世的王室居所之一，其祖父喬治六世與曾祖父喬治五世均在此逝世。府邸坐落於諾福克海岸國家景觀內，佔地81平方（20,000英畝）。主建築獲列為II*級登錄建築，其景觀花園、庭院與林地則登錄於英國具有特殊歷史意義的歷史公園與花園名錄。
該地自伊利沙伯時代已有大型莊園宅邸，1771年由地主荷斯特·亨利（Hoste Henley）家族改建為喬治式建築宅邸。1836年，倫敦商人約翰·莫圖（John Motteux）購入此地，其於1843年逝世後由密友巴麥尊子爵夫人艾米莉·譚寶之子查理斯·史賓沙·考珀（Charles Spencer Cowper）繼承。考珀耗資重建府邸，但因生活奢靡致莊園於1860年代抵押，其夫婦長期旅居歐洲大陸。
1862年，威爾斯親王阿爾伯特·愛德華（後為愛德華七世）以22萬英鎊購入山靜咸及近32平方（8,000英畝）土地，作為其與未婚妻丹麥的亞歷山德拉公主的鄉間居所。1870至1900年間，府邸依佩夫斯納建築指南所述「狂熱的占士一世復興式」近乎全貌重建。愛德華七世更將莊園發展為英格蘭頂級射獵場。1910年其逝世後，莊園由兒子喬治五世繼承，他稱此處為「親愛的老山靜咸，世上我最鍾愛之地」。1932年，首場皇家聖誕廣播於此舉行。喬治五世於1936年1月20日在此逝世，莊園由兒子愛德華八世繼承，後因其退位轉售予弟弟喬治六世。喬治六世曾致信母親瑪麗王后寫道：「我在此總是無比快樂，深愛這片土地」，他於1952年2月6日在山靜咸逝世。
莊園後由女兒伊利沙伯二世繼承。女王每年冬季約有兩月居於此，包含2月初的登基紀念日。1957年，她首次從山靜咸發表電視轉播的聖誕文告。1960年代曾計劃拆除府邸改建現代建築，但未實施。1977年為慶祝銀禧紀念，女王首度開放府邸與庭園予公眾參觀。與白金漢宮、荷里路德宮及溫莎城堡等官方宮殿不同，山靜咸（連同蘇格蘭的巴爾莫勒爾堡）為君主私人財產。2022年女王逝世後，莊園由兒子查理斯三世繼承。

## 歷史

### 早期歷史

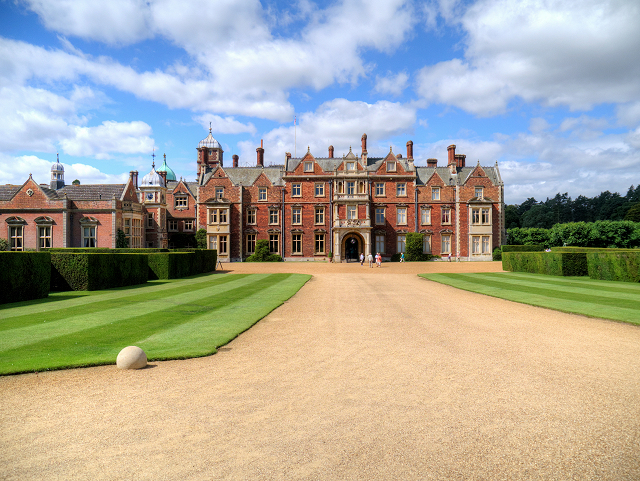
東側立面

山靜咸在1086年的《末日審判書》中被記錄為「德辛厄姆的沙地部分」（sant-Dersingham），這片土地在諾曼征服英格蘭後被授予諾曼騎士羅伯特·菲茨-科爾本（Robert Fitz-Corbun）。當地古物學家克勞德·梅森特（Claude Messent）在其研究《山靜咸皇家莊園的建築》（The Architecture on the Royal Estate of Sandringham）中記載，在阿普爾頓農場附近發現了羅馬別墅鋪路的證據。15世紀時，這片土地由斯凱爾斯勳爵安東尼·伍德維爾持有，他是愛德華四世的舅仔。在伊利沙伯時代，現今房屋所在地建有一座莊園，到了18世紀，這片土地歸屬於荷蘭難民的後裔荷斯特·亨利家族。1771年，康沃爾·亨利（Cornish Henley）清理了場地，建造了一座喬治式建築風格的豪宅——山靜咸莊園。
1834年，亨利·荷斯特·亨利（Henry Hoste Henley）去世，沒有子嗣，莊園被倫敦商人約翰·莫托（John Motteux）拍下。莫托同樣沒有繼承人，並將山靜咸連同諾福克另一處莊園和薩里的一處房產遺贈給其密友——巴麥尊勳爵的妻子——艾米莉·蘭姆的第三子。1843年繼承遺產時，查理斯·史賓沙·考珀是一位駐巴黎的單身外交官。繼承莫托的莊園後，他賣掉了其他房產，並定居於山靜咸。他對大廳進行了擴建，聘請塞繆爾·桑德斯·圖倫增設了精緻的門廊和溫室。考珀的生活方式奢靡，他與妻子大部分時間在歐洲大陸度過。十年內，莊園被抵押了89,000英鎊。1854年，他們唯一的女兒瑪麗·哈麗特（Mary Harriette）因霍亂去世，導致這對夫婦更多時間待在國外，尤其在巴黎。到了1860年代初，考珀迫切希望出售莊園。

### 愛德華七世
1861年，維多利亞女王的長子兼繼承人阿爾伯特·愛德華（未來愛德華七世）即將迎來二十歲生日。愛德華放蕩的生活方式令父母失望，其父阿爾伯特認為，婚姻與購置合適的宅邸能讓王子紮根鄉村生活、專注志業，並減少他參與的馬爾堡幫影響力。阿爾伯特派人調查了18處可能合適的鄉村莊園，包括諾丁漢郡的紐斯特德修道院與諾福克郡的霍頓莊園。當愛德華的軍官同僚將女演員內莉·克利夫登偷偷帶入其住所後，迅速行動的必要性更加迫切。醜聞的可能性令其父母深感憂慮。山靜咸莊園在候選名單上，而首相巴麥尊勳爵（莊園主人的繼父）向親王的個人推薦起了關鍵作用。阿爾伯特於1861年12月去世僅稍延遲了談判，維多利亞宣稱：「他的願望——他的計劃——關於一切將成為我的準則」。愛德華於1862年2月造訪後，議定購置宅邸及近32平方（8,000英畝）土地，並於同年10月完成交易。維多利亞女王僅兩次造訪這棟她出資購買的宅邸此後四十年間，愛德華投入巨資打造出被友人查爾斯·卡林頓稱為「英格蘭最舒適」的宅邸與莊園。

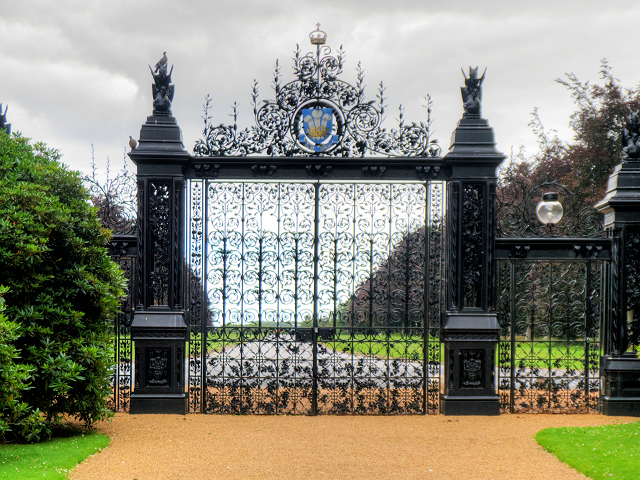
諾里奇門——諾福克鄉紳贈予愛德華與亞歷山德拉的結婚禮物。

購置山靜咸府的22萬英鎊價格被形容為「過高」莊園近代史作者海倫·沃爾奇（Helen Walch）質疑此說，她展示親王顧問的詳細分析，認為價格合理。然而，宅邸很快被發現過小，無法容納威爾斯親王1863年3月婚後的隨員與眾多賓客。入住兩年後的1865年，親王委託A·J·亨伯特拆除原宅並建造更大建築。亨伯特是受皇室青睞的建築師，他曾為維多利亞女王改造奧斯本莊園與浮若閣摩爾宮。新紅磚宅邸於1870年末完工；僅保留亨雷·霍斯特斯與考珀家族原宅中由蒂隆於1830年代設計的精緻溫室。愛德華將此處改為撞球室。門廳牌匾記載「此宅由威爾斯親王阿爾伯特·愛德華與其妻亞歷山德拉建於主曆1870年」。建築通過大型車寄直通主客廳（沙龍），此設計後被認為不便。宅邸提供三層起居與臥室空間，含閣樓與地下室。周邊諾福克鄉野令亞歷山德拉聯想起故鄉丹麥。

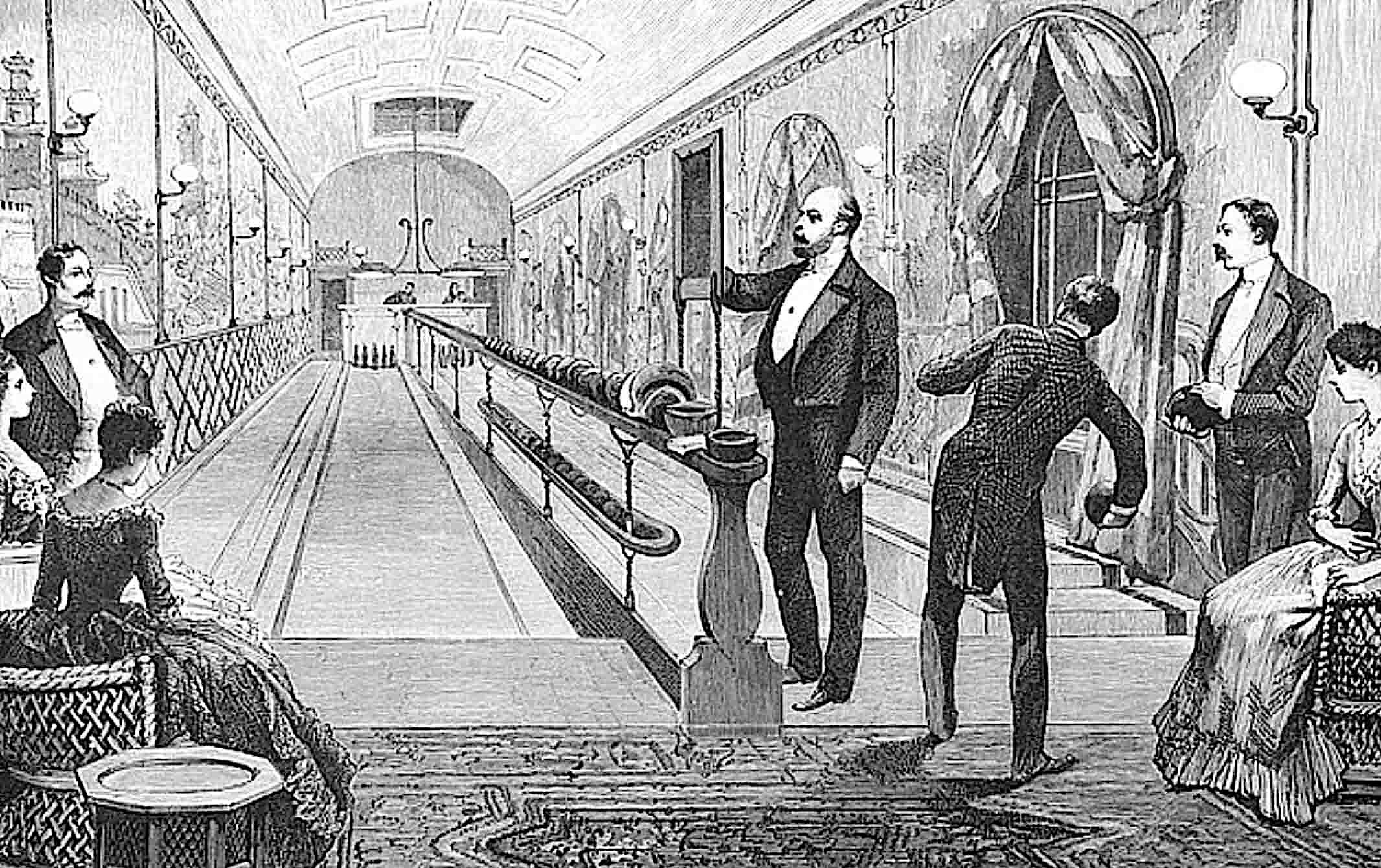
1888年，愛德華在山靜咸別墅打保齡球的版畫。

十年內，這棟房屋再次被認為太小，於1883年由諾福克建築師R·W·埃迪斯上校設計建造了新翼樓「單身漢翼」（Bachelors' Wing）。艾迪斯還新建了撞球室，並將舊溫室改造成保齡球道。愛德華在斯塔福德郡的特倫特姆莊園參觀後深受啟發，山靜咸的球道仿照德國倫彭海姆城堡的樣式建造。1891年，在籌備愛德華五十歲生日期間，因女僕提前點燃二樓臥室所有壁爐取暖，引發嚴重火災。艾迪斯被召回負責重建，他延續單身漢翼的設計理念，採用相同的詹姆斯一世復興式風格與凱頓石以保持與原建築和諧。
房屋設施先進，現代化廚房與照明使用莊園自產燃氣，水源來自莊園最高處的阿普爾頓水塔。這座意大利式建築水塔由羅伯特·羅林森（Robert Rawlinson）設計，亞歷山德拉於1877年奠基。當時媒體讚譽愛德華的鄉紳作為，有報紙稱「願將馬爾堡宮『山靜咸化』——作為地主、農學家與鄉紳，愛德華樹立了值得效仿的典範」。
皇室對山靜咸的改造不僅限於主樓，整個莊園也被徹底轉型。鼎盛時期僱用逾百名園丁打理觀賞與菜園，並興建員工小屋、犬舍、學校、牧師住宅與巴賓格利俱樂部等設施。愛德華更將莊園打造成頂級狩獵場，為增加10月至2月狩獵季的日照時間，他首創山靜咸時間（將莊園時鐘撥快半小時），此傳統持續至1936年。狩獵規模驚人，1870年代年記錄6,000至8,000隻鳥隻，1900年後增至年逾20,000隻。儲藏獵物的冷藏室仿候克漢廳建造，為歐洲最大。

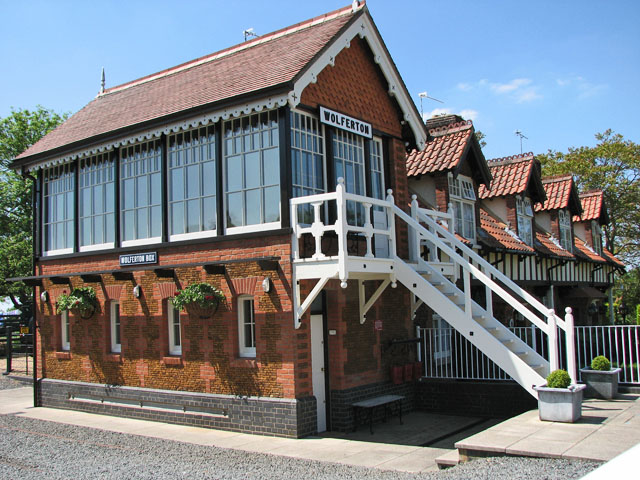
已關閉的沃爾弗頓車站——皇室成員百餘年來由此前往山靜咸府。

賓客通常經聖潘克拉斯車站抵達沃爾弗頓車站（距別墅2.5英里），該站1862年至1969年間服務莊園。車站停運後，女王與其他王室成員改乘汽車從金斯林前往。愛德華在1897年建立種馬場，賽馬波斯米爾與鑽禧屢獲殊榮。他的兒孫即位後，儘管馬場仍然繼續運作，他們對馬都沒有表現出那麼大的興趣。然而，其曾孫女伊利沙伯二世延續育馬傳統，在莊園培育多匹冠軍馬。
1892年1月14日，愛德華的長子克拉倫斯和阿文代爾公爵阿爾伯特·維克托王子在別墅死於肺炎，鐘樓上刻上銘文「時間消逝了，這應被歸因於我們自己」（拉丁語：Pereunt et Imputantur）為其紀念。

### 喬治五世
愛德華七世去世後，在其遺囑中留給遺孀20萬英鎊，並讓其擁有山靜咸莊園的終身權益。亞歷山德拉持續佔用「大宅」，迫使喬治五世、其妻瑪麗王后及其不斷擴大的家庭留在莊園內的約克小屋（York Cottage），生活條件相當「狹窄」。朝臣曾建議亞歷山德拉搬出，但遭國王堅決拒絕：「這是我母親的房子，我父親為她建造的。」喬治五世亦缺乏其父的社交性格，而約克小屋的空間限制使他能減少招待活動，據稱小屋的小房間讓他想起海軍生涯中的船艙。

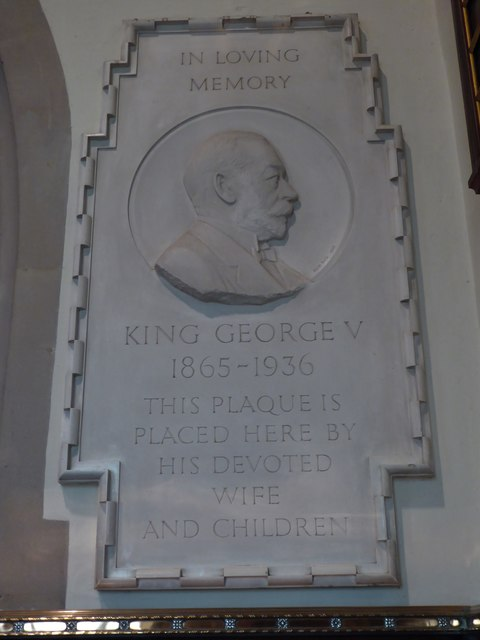
喬治五世於聖瑪麗·抹大拉教堂 (山靜咸)的紀念牌匾。

新國王除憲制職責外，主要興趣是射擊和集郵。他被視為英格蘭最佳射手之一，其獵槍與郵票收藏亦是全球最精良的。喬治五世本性極為保守，致力維持其父建立的山靜咸莊園生活傳統，而約克小屋的生活為他提供了喘息空間，避開其統治初期籠罩的憲政與政治鬥爭。更大的動盪則是第一次世界大戰爆發，這場涉及多位親屬（包括曾為山靜咸座上賓的威廉二世與尼古拉二世）的王朝衝突。山靜咸莊園與村莊在戰爭中遭受重大損失——國王直屬的山靜咸連（隸屬皇家諾福克團第五營的本土軍單位）除兩人外，全數陣亡於蘇弗拉灣登陸戰役（加里波利之戰）。該營事蹟後由英國廣播公司改編為戲劇《當代奸雄》。莊園內為陣亡者設立紀念碑，後續追加二戰死者名單。
1925年11月20日，亞歷山德拉王后於山靜咸逝世後，國王一家遷入大宅。1932年，喬治五世在山靜咸搭建的錄音室首次發表英皇聖誕文告，由魯德亞德·吉卜林撰寫的講稿開篇為：「我此刻從家園與心底向諸位訴說。」1936年1月20日23時55分，喬治五世於山靜咸寢室逝世。為維持國王尊嚴並使死訊能刊於次日《泰晤士報》，其臨終前被注射嗎啡與古柯鹼以加速死亡。國王遺體移靈至聖抹大拉的馬利亞教堂，其私人助理秘書「湯米」·拉塞爾斯描述場景：「次日晚，我們將他送至花園盡頭的小教堂。見燈火通明的停柩門，衛兵們肩抬靈柩置於祭壇前。簡短儀式後，我們離去，由山靜咸莊園的人員守靈。」兩日後，喬治遺體以火車由沃爾弗頓運至倫敦，於西敏廳停靈。

### 愛德華八世
在其父去世當晚，愛德華八世當即下令將山靜咸的鐘錶調回格林威治標準時間，終結了其祖父50多年前創立的山靜咸時間傳統。無論是在父親還是祖父的時代，愛德華都鮮少享受造訪山靜咸的時光。他在1919年12月26日寫給當時的情婦弗麗達·達德利·沃德的信中描述宅邸的典型晚餐：「無聊沉悶得難以言表。天啊，我實在無法想像怎麼會有人甘願陷入這種自大、封閉又單調的窠臼」。另一封信中，他記錄他與父親同住約克小屋的一晚「庸俗乏味至極」。他對宅邸的反感，很可能因已故父親的遺囑加劇——該遺囑於宅邸大廳向家族宣讀。其兄弟們各獲75萬英鎊遺產，而愛德華除康沃爾公國收益外未獲分文。附加條款還禁止他變賣先王的私人藏品；拉塞爾斯將此繼承形容為「無現金的王權」。
愛德華因收入問題，立即將注意力轉向經營先王私宅的龐大開支。他稱山靜咸為「貪得無厭的白象」，並請其弟約克公爵審查莊園管理，該莊園在其父逝世時每年需補貼5萬英鎊。審查報告建議大幅縮減開支，部分措施實施後引發遭解雇員工強烈不滿。自其父在山靜咸逝世的夜晚後，愛德華在位期間僅再訪該宅一次——1936年10月帶華里絲·辛普森參加射獵聚會。聚會因首相斯坦利·鮑德溫的會面要求中斷，國王於週日抵達後，次日便返回貝爾維德堡。他再未重返山靜咸；而因辛普森引發的退位危機轉移其注意力，在唯一以國王身分造訪的兩個月後，他便宣告退位。由於山靜咸與巴爾莫勒爾堡屬君主私有財產，退位時喬治六世必須購置這兩處資產。30萬英鎊的購價成為新國王與其兄長摩擦的根源。

### 喬治六世

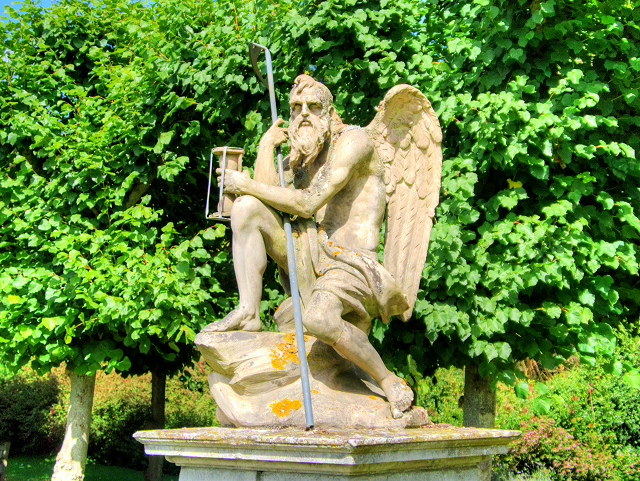
時間之父雕像，從喬治六世去世的臥室即可望見，由其妻子伊利沙伯王后購置。

喬治六世於1895年12月14日出生於山靜咸。這位熱衷鄉間狩獵的國王與其父王一樣鍾愛莊園，曾致信母后瑪麗寫道：「我在這裡總是如此快樂」。他受兄長委託審查莊園時提出的緊縮方案雖未實施，但仍推行了節約措施。1939年9月3日，其母正在山靜咸教堂做禮拜時，第二次世界大戰爆發的消息傳來。戰爭期間莊園主樓關閉，王室偶爾會造訪莊園周邊小屋。戰後國王改善了主樓周邊花園，但如同其父般保守的他幾乎未作其他改動。1945年12月，這裡舉行了自1938年以來首次聖誕慶祝活動。艾爾利夫人在晚宴上記錄道：「我坐在國王身旁。他面容疲憊緊繃，幾乎未進食。望著他，我對可能又將面臨短暫統治的恐懼油然而生。」
喬治終生菸癮極重，1951年9月接受了肺部部分切除手術。此後健康再未完全恢復，最終於1952年2月6日凌晨在山靜咸逝世。2月5日他仍外出獵兔，「槍法異常精準」，並在晚間10點30分就寢前規劃了次日狩獵行程。清晨7點30分，男僕發現他在臥室因冠狀動脈血栓去世，享年56歲。遺體先安放於聖抹大拉的馬利亞教堂，後運至沃弗頓車站，經火車送往倫敦西敏廳供民眾瞻仰。

### 伊利沙伯二世
與她的前任們一樣，這座宅邸仍是君主以私人身份擁有的兩處住所之一，而非作為國家元首所擁有，另一處則是巴爾莫勒爾城堡。喬治六世去世後，女王伊利沙伯二世的慣例是在山靜咸莊園與家人私下度過該週年紀念日以及她自己的登基紀念日，並在其統治後期將其作為從聖誕節至2月的官方駐地。在山靜咸慶祝聖誕節的傳統始於女王的前三任君主，而她的高祖母維多利亞女王則選擇在溫莎城堡慶祝。由於君主的稅務安排，山靜咸府與巴爾莫勒爾城堡在移交給女王時無需繳納遺產稅，這在當時對其他鄉村莊園產生了負面影響。登基後，女王請其夫愛丁堡公爵負責管理莊園。公爵致力於實現莊園自給自足，開拓額外收入來源、收回更多土地並整合多個小型佃農場。

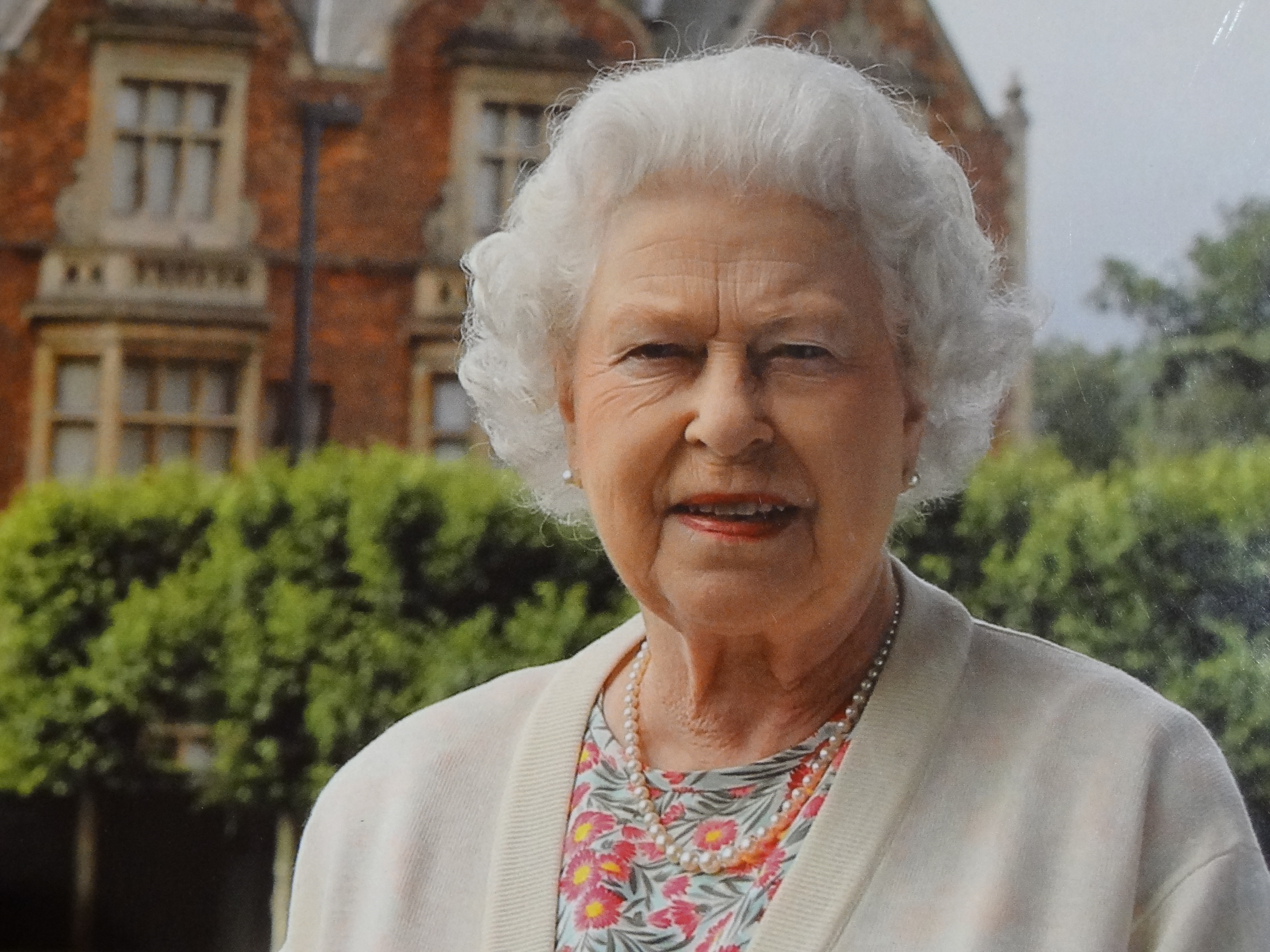
2014年，身處山靜咸的伊利沙伯二世。

1957年1月，女王在山靜咸莊園接受了首相安東尼·艾登的辭職。艾登的妻子克拉麗莎在日記中記錄了此事：「1月8日——安東尼必須先參加內閣會議，聽哈羅德絮叨半小時。然後乘火車前往山靜咸。那裏有眾多攝影師。我們進入大廳時，所有人都在看電視。」同年年底，女王首次在山靜咸發表電視聖誕致辭。1960年代，主要任職於劍橋大學的建築師大衛·溫·羅伯茨曾計劃拆除莊園，並將其替換為現代住宅。該計劃未實施，但莊園內部進行了現代化改造及附屬建築群的拆除工程，並由曾裝修不列顛尼亞號的休·卡森負責。1977年銀禧年之際，女王向公眾開放莊園。
山靜咸府繼續作為一個運動莊園運作。人們不再為此目的飼養野雞和鷓鴣，山靜咸現在是英格蘭少數的野生射擊場之一。除了對山靜咸馬場的馬術興趣（她在該處培育了多匹賽馬冠軍），女王還在山靜咸發展了一個成功的槍獵犬育種計劃。遵循其曾祖父在山靜咸建立犬舍的傳統（當時亞歷山德拉在莊園飼養了超過100隻狗），女王偏愛黑色拉布拉多犬，而非其父親喜愛的黃色品種，或前任君主培育的梗犬。
從2017年8月退出公職到2021年4月去世期間，菲臘親王大部分時間都待在樹林農舍——山靜咸莊園內的一棟大型農舍，當公爵和女王不在主宅接待客人時使用的地方。2022年2月，女王在山靜咸慶祝了她登基70周年。女王最後一次造訪山靜咸是在2022年7月初，完成她的白金禧慶祝活動後停留了五天。

### 查理斯三世
隨着母親於2022年9月去世，山靜咸莊園由查理斯三世繼承。遵循伊利沙伯二世的傳統，國王與王后邀請王室成員於聖誕節期間齊聚山靜咸，包括在聖誕節當日一同參加教堂禮拜。

## 建築與評價

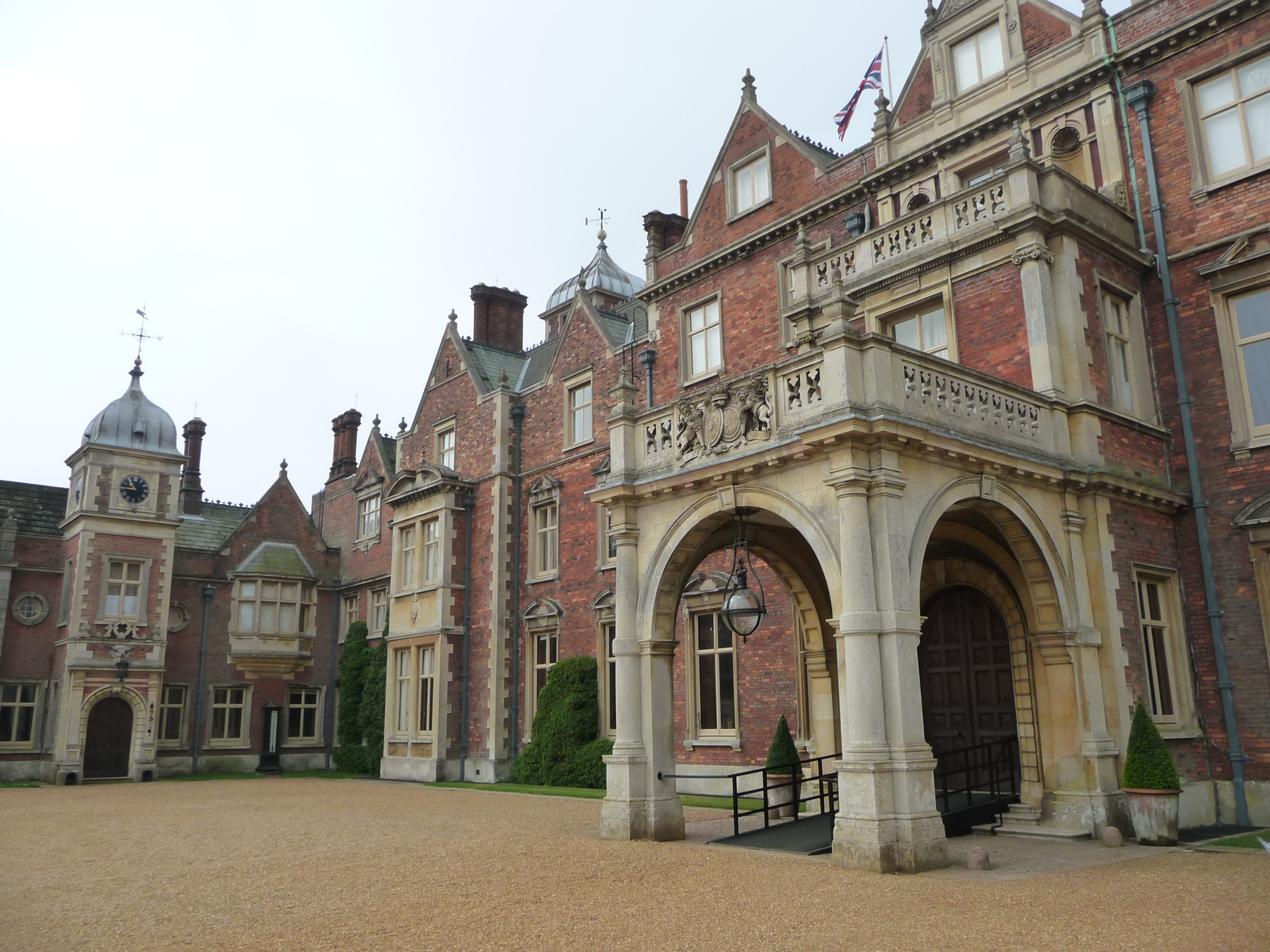
沙龍的馬車門廊，左側為埃迪斯舞廳（Edis's ballroom）的入口。

該建築主要由紅磚與石灰岩方石飾面構成；鈣質砂岩亦廣泛使用，尤見於埃迪斯的增建部分。瓦屋頂上分佈著九組獨立的煙囪群。風格屬詹姆斯一世復興式，靈感主要源自附近的布立克靈莊園。工程由斯沃弗姆的戈格斯兄弟公司（Goggs Brothers）承建。宅邸主要房間包括沙龍、客廳、餐廳及舞廳，另設有專用於運動（如槍械室）或休閒的空間（如現改為圖書館的保齡球道及撞球室）。連接主要房間的走廊牆上展示著一系列東方與印度兵器及盔甲，這些藏品由愛德華七世於1875至1876年東方之旅時蒐集。1870年重建時，室內裝潢與家具配置由荷蘭與桑斯公司負責。

### 沙龍
作為宅邸中最大的房間，沙龍是主要接待廳。原設計中賓客需經馬車門廊直接進入沙龍，缺乏前廳脫卸衣帽的空間，此安排曾引發不便。詹金斯形容此處及宅內他處的裝飾風格為「奧斯伯特·蘭開斯特筆下的柯松街巴洛克」。廳內懸掛由畫家弗朗茲·克薩韋爾·溫特哈爾特繪製的維多利亞女王與阿爾伯特親王的肖像。在埃迪斯新建舞廳前，沙龍曾是舞會場地，並設有吟遊詩人廊供樂師演奏。廳內放置一台體重計；愛德華七世習慣要求賓客抵達與離開時各稱重一次，以確認其豪奢款待令賓客增重。

### 客廳
詹金斯將客廳描述為「山靜咸莊園中最顯氣派之處」。維多利亞女王兩度造訪時，曾於日記記載晚宴後眾人移至「極長而雅緻的客廳，內有彩繪天花板與兩座壁爐」。廳內陳列亞歷山德拉王后及其女兒們——路易絲長公主、維多利亞公主與威爾斯的莫德公主的肖像，由愛德華·休斯繪製。白色大理石雕像點綴其間，共同構築了所謂「維多利亞晚期時尚裝潢的巔峰之作」。

### 舞廳
舞廳由艾迪斯於1884年增建，以解決僅有沙龍作為主要娛樂場所的不便。由於沙龍同時也是家庭的主要起居室，過去在需要舉辦舞會或大型娛樂活動時，必須先移除家具。亞歷山德拉記錄了她對成果的喜悅：「我們的新舞廳非常漂亮，我認為它非常成功，避免了每次舉辦舞會或其他活動時將大廳拆得亂七八糟。」1889年維多利亞女王到訪時，該房間曾用於由亨利·歐文爵士和愛蘭·黛麗演出的戲劇表演。女王伊利沙伯二世則將此房間用於娛樂活動和作為電影院。

### 飯廳

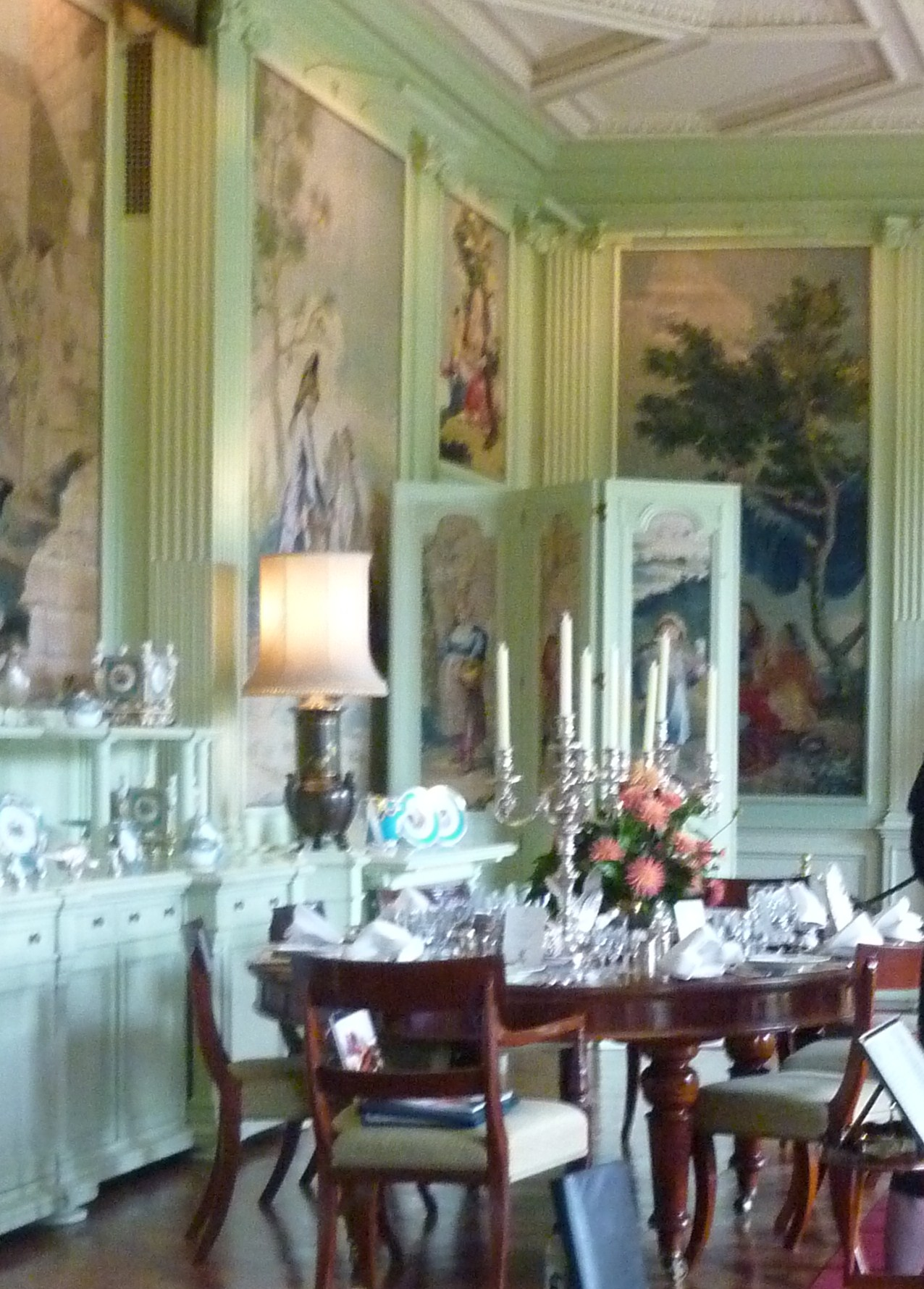
飯廳

餐廳的牆壁裝飾有西班牙掛毯，其中包括戈雅的作品，這些是阿方索十二世的禮物。牆壁以橡木鑲板製成，並為瑪麗皇后漆成淺綠色，靈感來自她對一座蘇格蘭城堡的訪問。吉爾·富蘭克林（Jill Franklin）關於維多利亞時期鄉村住宅規劃的研究中，包含了一張山靜咸府飯廳的照片，餐桌擺設為24人晚餐，這在當時的主要鄉村住宅中是「非常常見」的規模。

### 評價
山靜咸府並未獲得評論家的青睞。其主要缺陷在於亨伯特的原建築與艾迪斯的擴建部分之間缺乏和諧，「房屋南北兩半的對比（自那時起）一直備受批評」。建築史學家約翰·馬丁·羅賓遜於1982年寫道：「山靜咸莊園作為英國君主住宅中最新建成的一座，卻是建築上最平庸的」。在詹姆斯·波普-軒尼詩撰寫的瑪麗王后傳記中，他將這座莊園貶為「聖安德魯斯的高爾夫酒店或斯特拉斯佩弗的車站旅館」。西蒙·詹金斯認為山靜咸「缺乏魅力」，具有「陰沉、機構化的外觀」。尼古拉斯·佩夫斯纳形容其建築風格為「狂熱」；吉魯阿爾則對王室偏愛A·J·亨伯特表示困惑，作家艾德里安·廷尼斯伍德（Adrian Tinniswood）將這種贊助行為描述為「維多利亞王室選擇二流建築師的訣竅」。1902年6月《鄉村生活》的一篇文章評價道：「這裡沒有多少奢華，卻有大量的實用舒適」。作家克萊夫·阿斯萊特指出，莊園提供的狩獵機會才是吸引君主的主因，而非「房屋本身——即使經過重建，也從未令人著迷」。
莊園的裝潢與陳設同樣遭到批評。喬治五世的傳記作者肯尼斯·羅斯寫道：「除了阿方索十二世贈送的幾幅掛毯外，山靜咸沒有一幅好畫、一件好家具或其他藝術品」。愛德華七世及其繼承人均不以藝術鑑賞力聞名；談及喬治五世與愛德華七世對白金漢宮的改造時，約翰·馬丁·羅賓遜寫道：「國王與其父一樣缺乏美感，並對妻子熱衷家具與裝飾表現出不耐」。1902年《鄉村生活》為慶祝愛德華七世即位而發表的系列文章中，作者指出王室「一貫偏好『有紀念意義』而非『僅具藝術價值』的畫作」。例外的是王太后收藏的20世紀英國藝術品，包括愛德華·西戈和約翰·派珀的作品——後者曾繪製山靜咸風景。派珀陰鬱的用色並不總受伊利沙伯王太后及其夫喬治六世青睞，後者曾評論：「派珀先生，你的畫裡天氣總是不太好」。莊園還藏有全球最豐的法貝熱作品系列，由亞歷山德拉王后及後代家族成員收集，其中包括愛德華七世委託製作的莊園農場動物模型，作為送給妻子的禮物。
儘管建築評價不高，山靜咸卻是維多利亞時期鄉村宅邸的罕見完整範例，《鄉村生活》雜誌稱其「有人居住且維護精美，原始陳設、花園及附屬建築皆保存完好」。主樓、景觀花園、公園與林地均被列入《英國具有特殊歷史意義的歷史公園與花園名錄》的II*級，此級別為「特別重要且超出一般意義的建築」而設。

## 花園

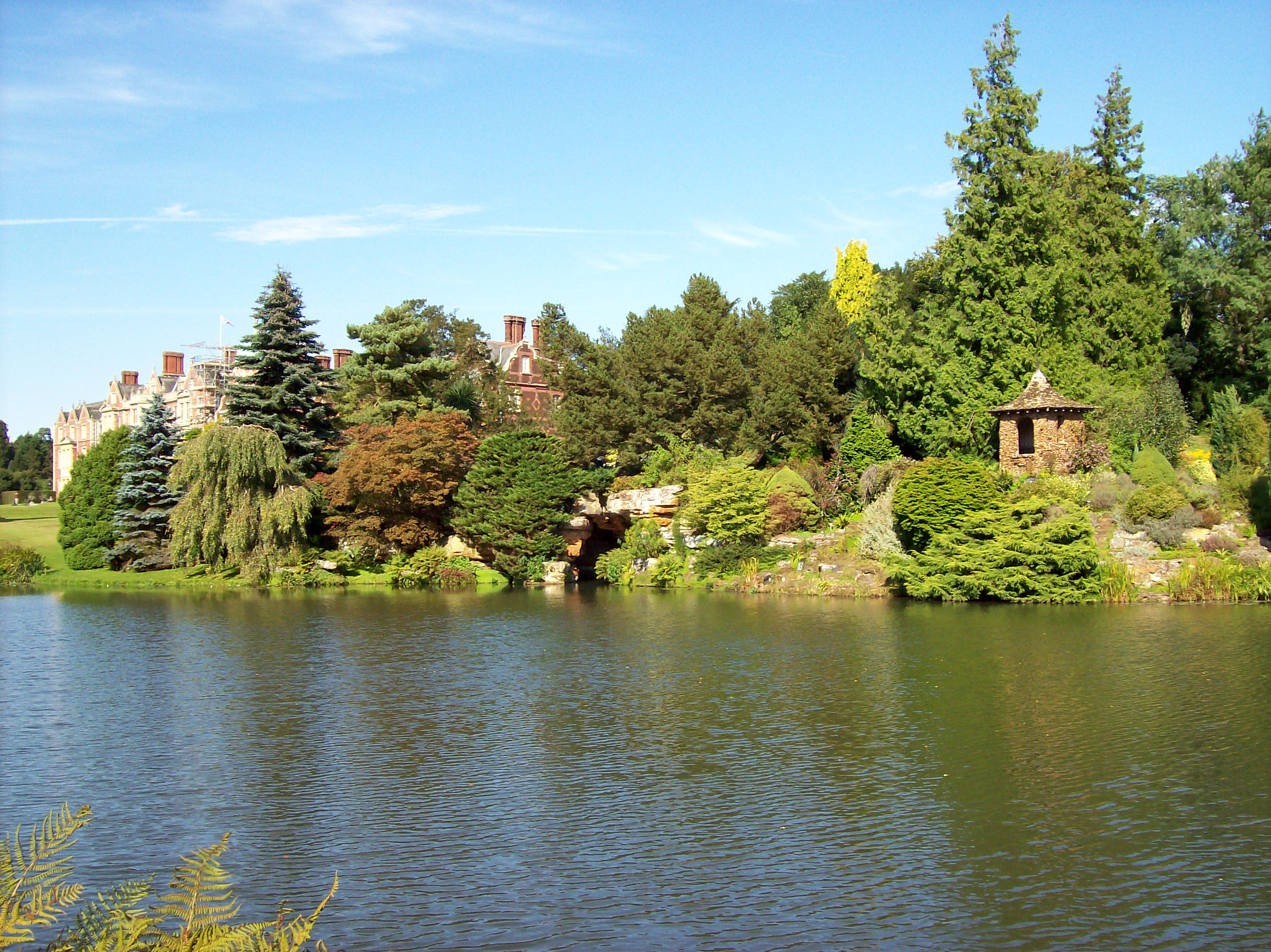
上湖與「巢居」

莊園的花園與鄉村公園占地2.4平方（600英畝），其中花園面積達0.20平方（49英畝）。花園主要建於1860年代，後經多次改動與簡化。愛德華七世曾諮詢威廉·布羅德里克·托馬斯（William Broderick Thomas）及摯友兼終生顧問費迪南德·德·羅斯柴爾德的意見。原有的湖泊被填平，改為當時流行的精緻花壇。這些花壇現已不復存在。兩座新湖遠離主宅而建，湖畔以普拉漢石砌成的岩石園為界。上湖旁的夏日別墅「巢居」是1913年總稽核戴頓·普羅賓爵士獻給亞歷山德拉王后的禮物。
宅邸北側的花園由傑佛瑞·傑利科在二戰後為喬治六世與王后重新設計簡化，該區域可從國王使用的套房俯瞰。王太后購置的18世紀雕像「時間之父」於1951年安置於此1960年代，埃里克·薩維爾爵士（Sir Eric Savill）為伊利沙伯二世與菲臘親王進一步改造花園其他區域。曾於愛德華七世時期設有車道供賓客參觀「極具觀賞性」佈局的廣闊菜園，在伊利沙伯二世在位期間因維護成本過高而改為草坪。

## 外圍莊園

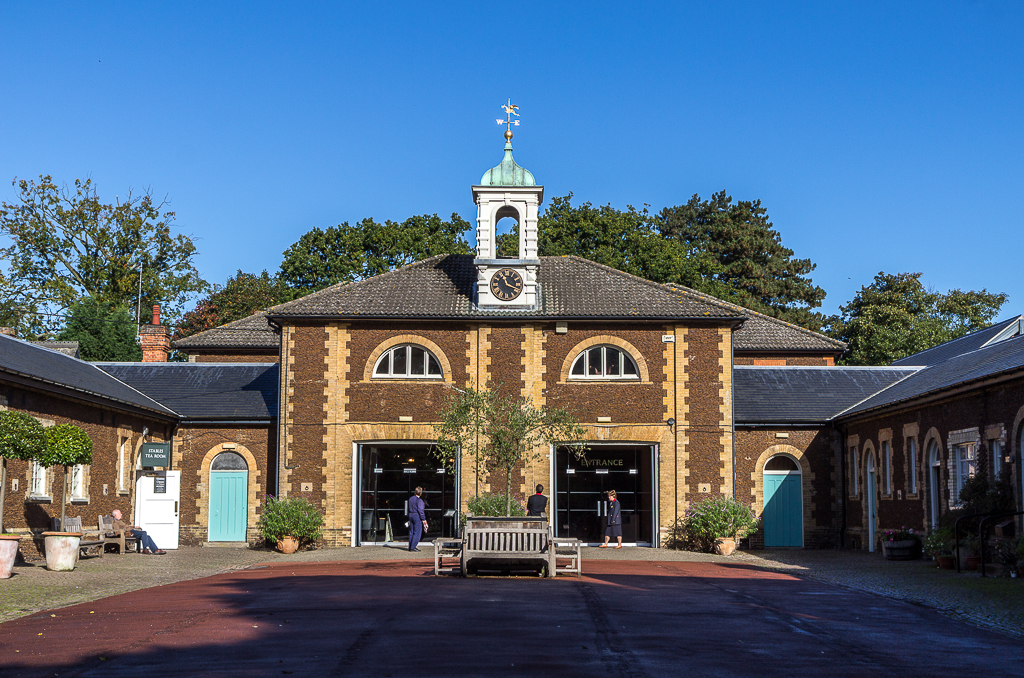
位於原馬車房與馬廄內的博物館。

這片佔地81平方（20,000英畝）的山靜咸莊園擁有英格蘭其中一個最優質的射擊場，常供皇室射擊聚會使用。莊園涵蓋七個村莊，除旅遊業外，主要經營耕地作物與林業。其場地曾容納亞歷山德拉的動物園，包括馬匹、狗、貓及其他動物。1886年，莊園為比利時國王利奧波德二世贈予約克公爵的賽鴿建造了鴿舍，此後一直維持一至多座鴿舍。由托馬斯·傑基爾設計、當地公司巴納德、畢曉普和巴納德（Barnard, Bishop and Barnard）製作的「諾里奇門」（Norwich Gates），是「諾福克鄉紳」贈予愛德華與亞歷山德拉的結婚禮物。
2007年，山靜咸宅邸及其園林被依據《2005年嚴重組織犯罪及警察法》第128條列為保護場所，擅自闖入建築或園區將構成刑事犯罪。莊園內的原馬車房設有博物館，展示皇室生活與莊園歷史。館內還收藏大量皇室車輛，包括1900年戴姆勒汽車（曾屬愛德華七世）及1939年梅里韋瑟父子公司消防車（為1865年成立的莊園消防隊打造，該隊獨立運作至1968年）。馬車房、馬廄與車庫由A·J·亨伯特設計，與主宅同期建造。莊園內多棟住宅與皇室關係密切。

### 安默莊園
安默莊園是莊園內一座喬治時代風格的住宅，由愛德華七世於1896年購入。該別墅曾由肯特公爵愛德華王子居住，後成為威廉王子與凱薩琳的主要鄉村住所，直至他們搬遷至溫莎的阿德萊德小屋。

### 阿普爾頓別墅
1896年7月，丹麥的卡爾王子（後來的挪威國王哈康七世）與莫德公主結婚時，阿普爾頓別墅（Appleton House）是新娘的父母贈予他們的結婚禮物。莫德非常喜愛阿普爾頓，稱「我們的小屋簡直是天堂」，他們的兒子亞歷山大王儲（後來的奧拉夫五世）於1903年在這棟房子出生。莫德王后於1938年去世後，哈康國王將房產歸還。最後的居住者是喬治六世與伊麗莎白王后，他們在二戰期間造訪諾福克時曾居住於此，當時山靜咸莊園處於關閉狀態。拉斯塞爾斯形容它「雖是醜陋的別墅，但並不令人不適」。該別墅於1984年被拆除。

### 公園別墅
公園別墅（Park House）由愛德華七世建造，多年來一直為王室所有。這裡是威爾斯王妃戴安娜的出生地，當時別墅租給她的父親史賓沙伯爵，後來由慈氏國際基金會經營為酒店。2019年，該基金會制定了230萬英鎊的翻新計劃，但因疫情而推遲。此後，基金會決定中止重建計劃，並與山靜咸莊園協商終止租約。

### 樹林農舍
樹林農舍自愛德華七世時代起便屬於山靜咸莊園。20世紀初，這裡是約翰王子的家，他是喬治五世與瑪麗王后六個孩子中最年幼的一位。約翰王子生於1905年，患有癲癇，短暫的一生大多在山靜咸的相對隱居中度過。他於1919年1月18日在樹林農舍去世，這裡是他生命最後兩年的居所。愛丁堡公爵菲利普親王退休後也曾居住於樹林農舍。

### 約克小屋

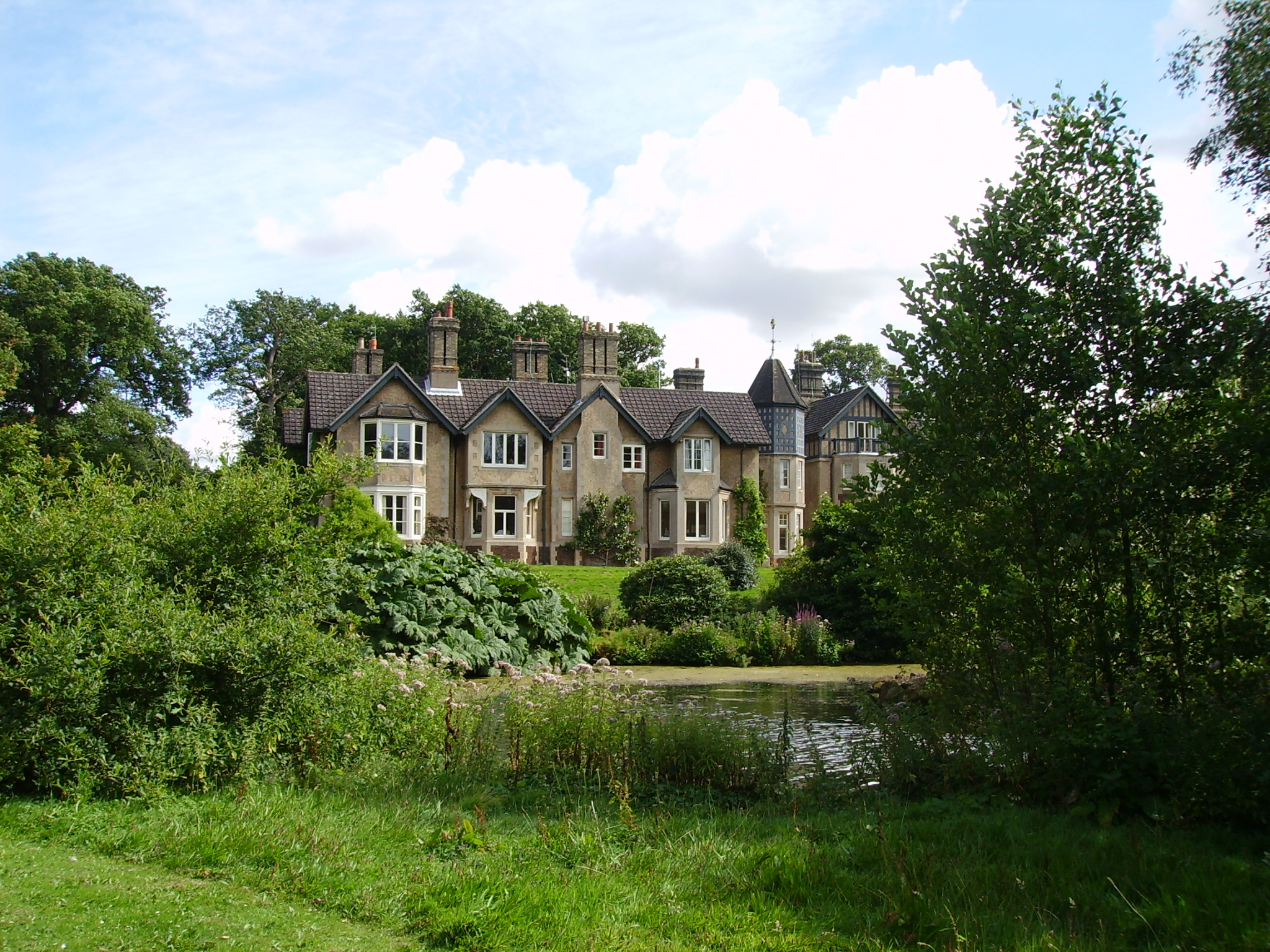
約克小屋

約克小屋最初稱為「單身漢小屋」（Bachelors' Cottage），由威爾斯親王愛德華在購入山靜咸府後不久建造，旨在為賓客提供更多住宿空間。這裡是喬治五世從1893年起的居所，直到其母親去世後，他於1925年搬入主宅。後來的溫莎公爵愛德華曾對其父親的傳記作者哈羅德·尼科爾森說：「除非你見過約克小屋，否則你永遠無法理解我的父親。」這座別墅在建築風格上與主宅一樣不受推崇；波普-軒尼詩（瑪麗王后的官方傳記作者）稱其「極度庸俗且明顯、幾乎是刻意地醜陋」。尼科爾森形容它為「陰鬱的小別墅（房間）與任何瑟比頓或上諾伍德住宅無異」。他尤其對皇室的沐浴安排嗤之以鼻：「哦，天啊！這是什麼地方。國王和王后的浴缸有可關閉的蓋子，不用時可當桌子使用。幾乎難以置信，如此龐大遺產的繼承人竟住在這可怕的小房子裡。」尼科爾森的嚴厲批評並未出現在他為國王撰寫的官方傳記中。截至2000年，約克小屋是山靜咸莊園的莊園辦公室。

## 公眾開放
鄉村公園和遊客中心通常全年開放。主宅、花園和博物館往年通常於每年3月底至10月底開放，但疫情導致莊園大部分區域關閉，自2022年2月起分階段重新開放。在伊利沙伯二世去世後，山靜咸曾因官方哀悼期關閉了一段時間。

## 註腳
1. 1 2 3 4 5  Jenkins 2003，第530頁.
2. ↑  Walch 2012，第145頁.
3. ↑  Messent 1974，第19頁.
4. ↑  Walch 2012，第146頁.
5. 1 2  . The Sandringham Estate.   [2025-07-04]. （原始内容存档于2017-12-01）.
6. ↑  Walch 2012，第147頁.
7. ↑  Titchmarsh 2014，第192頁.
8. 1 2  Titchmarsh 2014，第193頁.
9. 1 2  Mackworth-Young & Ransom 1993，第31頁.
10. ↑  Titchmarsh 2014，第194頁.
11. ↑  King 2007，第240頁.
12. 1 2  Matson 2011，第17頁.
13. ↑  Walch 2012，第13–14頁.
14. ↑  Matson 2011，第18頁.
15. ↑  Walch 2012，第17頁.
16. 1 2  Walch 2012，第18頁.
17. 1 2  Mackworth-Young & Ransom 1993，第32頁.
18. ↑  Cornforth 1988，第103–105頁; Gliddon 2002，第264頁.
19. ↑  Wilson 2016，第340頁.
20. ↑  Plumptre 1995，第90頁.
21. ↑  Martin, Joshua. . The Daily Telegraph. 2012-02-23  [2025-07-04]. （原始内容存档于2022-01-11）.
22. ↑  Matson 2011，第24頁; Rose 2000，第38頁.
23. ↑  . Bank of England.   [2025-07-04]. （原始内容存档于2018-10-05）.
24. ↑  Dixon & Muthesius 1993，第260頁.
25. ↑  Physick & Darby 1973，第64頁.
26. 1 2 3 4 5  Pevsner & Wilson 2002，第627頁.
27. 1 2 3  Girouard 1979，第419頁.
28. 1 2  Titchmarsh 2014，第196頁.
29. ↑  Walch 2012，第30頁.
30. 1 2 3 4  Walch 2012，第29頁.
31. ↑  Battiscombe 1969，第56頁.
32. 1 2 3  Robinson 1982，第187頁.
33. 1 2 3  Pevsner & Wilson 2002，第628頁.
34. ↑  Matson 2011，第83頁.
35. 1 2  Walch 2012，第53頁.
36. ↑  Banerjee, Jacqueline. . The Victorian Web.   [2025-07-04]. （原始内容存档于2025-06-20）.
37. ↑  Messent 1974，第67頁.
38. ↑  Walch 2012，第40頁.
39. ↑  . The Landmark Trust.   [2025-07-04]. （原始内容存档于2025-02-10）.
40. ↑  Girouard 1979b，第35頁.
41. ↑  Walch 2012，第45頁.
42. ↑  Messent 1974，第68頁.
43. 1 2 3  Hall 1994，第168頁.
44. ↑  . The British Association for Shooting and Conservation.   [2025-07-04].
45. ↑  . The Royal Household.   [2025-07-04]. （原始内容存档于2010-04-16）.
46. 1 2  Titchmarsh 2014，第197頁.
47. ↑  Walch 2012，第64頁.
48. ↑  Walch 2012，第63-64頁.
49. ↑  . Royal Collections Trust.   [2025-07-04]. （原始内容存档于2025-01-20）.
50. ↑  . Wolferton Royal Station.   [2025-07-04]. （原始内容存档于2025-03-17）.
51. ↑  Blackmore, David. . Eastern Daily Press. 2012-12-20. （原始内容存档于2018-06-29）.
52. ↑  Walch 2012，第71頁.
53. ↑  Bishop, Chris. . Fakenham & Wells Times. 2016-09-09. （原始内容存档于2018-06-29）.
54. ↑  Mackworth-Young & Ransom 1993，第33頁.
55. ↑  Walch 2012，第79頁.
56. ↑  Walch 2012，第57頁.
57. 1 2 3  Aslet 2005，第284–285頁.
58. ↑  Jones 2005，第251頁.
59. ↑  Walch 2012，第83頁.
60. ↑  Titchmarsh 2014，第211頁.
61. 1 2  Lees-Milne 1981，第237頁.
62. ↑  Heffer, Simon. . The Daily Telegraph. 2020-01-04.
63. ↑  Titchmarsh 2014，第199頁.
64. ↑  Palmer 1997，第107頁.
65. ↑  . Wolferton Royal Station.   [2025-07-04]. （原始内容存档于2024-10-13）.
66. ↑  Feuchtwanger 2006，第248頁.
67. ↑  Matson 2011，第125–126頁.
68. ↑  . Rotten Tomatoes.   [2025-07-04].
69. ↑  . War Memorials Online.   [2025-07-04]. （原始内容存档于2025-01-20）.
70. ↑  Matson 2011，第146頁.
71. ↑  Oram, Kirsty. . The Royal Household. 2016-12-21  [2025-07-04].
72. ↑  Pett, Craig. . The Gale Review. 2017-10-04  [2025-07-04].[]
73. 1 2  Lascelles 2006，第5頁.
74. ↑  Windsor 1998，第241頁.
75. ↑  Plumptre 1981，第32頁.
76. ↑  Windsor 1998，第231頁.
77. ↑  Titchmarsh 2014，第216頁.
78. ↑  Rose, Kenneth. . The Daily Telegraph. 2006-12-17  [2025-07-04]. （原始内容存档于2022-01-11）.
79. ↑  Windsor 1951，第292頁.
80. ↑  Walch 2012，第94頁.
81. 1 2  Walch 2012，第89頁.
82. ↑  Walch 2012，第91頁.
83. ↑  Windsor 1951，第315–316頁.
84. ↑  . BBC News. 2003-01-29  [2025-07-04].
85. ↑  Wyatt 1999，第546頁.
86. ↑  Roberts, Andrew. . The Daily Telegraph. 2002-05-11  [2025-07-04]. （原始内容存档于2022-01-11）.
87. ↑  . Westminster Abbey.   [2025-07-04].
88. 1 2 3 4 5  . Country Life. 2008-05-29  [2025-07-04]. （原始内容存档于2022-07-06）.
89. ↑  Walch 2012，第96–97頁.
90. ↑  Titchmarsh 2014，第218頁.
91. ↑  Walch 2012，第97頁.
92. ↑  Titchmarsh 2014，第219頁.
93. ↑  Matson 2011，第168頁.
94. ↑  Roberts, Alun. . Dictionary of Welsh Biography. National Library of Wales.   [2025-07-04]. （原始内容存档于2025-02-13）.
95. ↑  Rhodes James 1998，第334頁.
96. ↑  . The Guardian. 1952-02-07  [2025-07-04].
97. ↑  Cavendish, Richard. . History Today. 2002-02-02  [2025-07-04].
98. ↑  Dunn 2017.
99. ↑  Davies, Caroline. . The Guardian. 2021-12-20  [2025-07-04].
100. ↑  Vargas, Chanel. . Town and Country. 2017-12-13  [2025-07-04].
101. ↑  . The Royal Collection Trust.   [2025-07-04].
102. ↑  Cahill 2001，第65頁.
103. 1 2  Walch 2012，第105頁.
104. ↑  Titchmarsh 2014，第220頁.
105. ↑  Walch 2012，第113頁.
106. ↑  Eden 2007，第262頁.
107. ↑  Mackworth-Young & Ransom 1993，第1頁.
108. ↑  Walch 2012，第69頁.
109. ↑  Walton, Elizabeth. . The Field. 2016-04-21  [2025-07-04].
110. ↑  Lester, Paula. . Country Life. 2012-05-26  [2025-07-04]. （原始内容存档于2025-03-25）.
111. ↑  Dennison, Matthew. . Shooting Times. 2016-06-16  [2025-07-04].
112. ↑  Bishop, Chris. . Eastern Daily Press. 2017-05-05  [2025-07-04]. （原始内容存档于2019-04-17）.
113. ↑  Turner, Lauren. . BBC News. 2022-02-05  [2025-07-04].
114. ↑  . Eastern Daily Press. 2022-07-06  [2025-07-04].
115. ↑    - Maishman, Elsa. . BBC News. 2022-11-24  [2025-07-04].
  - Ward, Victoria. . Daily Telegraph. 2022-12-18  [2025-07-04].
  - Elston, Laura. . The Independent. 2022-12-19  [2025-07-04]. （原始内容存档于2025-04-16）.
  - . BBC News. 2023-12-25  [2025-07-04]. （原始内容存档于2024-12-26）.
  - . ITV News. 2024-12-25  [2025-07-04]. （原始内容存档于2025-01-29）.
116. ↑  Messent 1974，第21頁.
117. 1 2 3  Historic England. . National Heritage List for England.   [2018-08-01].
118. ↑  Tyzack, Anna. . The Daily Telegraph. 2015-04-04  [2025-07-04]. （原始内容存档于2022-01-11）.
119. 1 2 3  Mackworth-Young & Ransom 1993，第3–9頁.
120. ↑  . The Sandringham Estate.   [2018-07-05]. （原始内容存档于2018-06-21）.
121. 1 2  Mackworth-Young & Ransom 1993，第3頁.
122. ↑  Girouard 1979b，第36頁.
123. ↑  Mackworth-Young & Ransom 1993，第5頁.
124. 1 2  Mackworth-Young & Ransom 1993，第9頁.
125. ↑  Walch 2012，第52頁.
126. ↑  Mackworth-Young & Ransom 1993，第7頁.
127. ↑  Franklin 1981，第51頁.
128. ↑  Tinniswood 2016，第47頁.
129. ↑  Cornforth 1988，第103–105頁.
130. ↑  Pope-Hennessy 2019，第211頁.
131. ↑  Rose 2000，第291頁.
132. ↑  Robinson 1982，第189頁.
133. ↑  Clarke, Andrew. . East Anglian Daily Times. 2010-02-26  [2025-07-04].
134. 1 2  Davies, Caroline. . The Daily Telegraph. 2006-05-13  [2025-07-04]. （原始内容存档于2022-01-11）.
135. 1 2  . The Royal Collection Trust.   [2025-07-04].
136. 1 2 3  . BBC Norfolk.   [2018-07-05].
137. ↑  Titchmarsh 2014，第222頁.
138. ↑  Plumptre 1981，第16頁.
139. ↑  Titchmarsh 2014，第225頁.
140. ↑  . Parks & Gardens UK.   [2025-07-04]. （原始内容存档于2018-08-01）.
141. 1 2 3  Mackworth-Young & Ransom 1993，第13頁.
142. ↑    - Sweet, Faye. . The Independent. 1996-07-19  [2025-07-04]. （原始内容存档于2018-06-24）.
  - . The Sandringham Estate.   [2025-07-04]. （原始内容存档于2018-06-24）.
143. ↑  Titchmarsh 2014，第224頁.
144. ↑  Mackworth-Young & Ransom 1993，第11頁.
145. ↑  Plumptre 1981，第29頁.
146. ↑  Walch 2012，第101頁.
147. ↑  Titchmarsh 2014，第234頁.
148. ↑  Walch 2012，第108頁.
149. ↑  Mackworth-Young & Ransom 1993，第23頁.
150. ↑  . The Royal Household.   [2025-07-04]. （原始内容存档于2016-10-20）.
151. ↑  . Norfolk Heritage.   [2025-07-04]. （原始内容存档于2022-07-04）.
152. ↑  . GOV.UK. Home Office. 2007-05-22  [2025-07-04]. （原始内容存档于2017-10-17） （英语）.
153. ↑  Mackworth-Young & Ransom 1993，第18頁.
154. ↑  Strong, Roy. . The Daily Telegraph. 2013-04-02  [2025-07-04]. （原始内容存档于2022-01-11）.
155. ↑  . Amner Social Club.   [2025-07-04]. （原始内容存档于2016-10-30）.
156. ↑  Duboff, Josh. . Vanity Fair. 2017-05-03  [2025-07-04]. （原始内容存档于2024-12-31）.
157. ↑  Taylor, Elise. . Vogue Magazine. 2022-08-22  [2025-07-04]. （原始内容存档于2023-03-01）.
158. 1 2 3 4  . The Norwegian Royal Household. 2011-03-05  [2025-07-04]. （原始内容存档于2021-02-25）.
159. ↑  Sandelson, Michael. . The Foreigner. 2011-10-28  [2025-07-04]. （原始内容存档于2018-03-18）.
160. ↑  Lascelles 2006，第62頁.
161. ↑  Tinniswood 2016，第46–47頁.
162. ↑  . The Sandringham Estate.   [2025-07-04]. （原始内容存档于2018-06-24）.
163. ↑  Stone, Andrew. . Eastern Daily Press. 2018-03-06  [2025-07-04]. （原始内容存档于2020-10-20）.
164. ↑  . Leonard Cheshire Disability.   [2025-07-04]. （原始内容存档于2019-07-19）.
165. ↑  . Leonard Cheshire Foundation.   [2025-07-04].
166. ↑  Judd 2012，第15頁.
167. ↑  Briggs, Stacia. . Eastern Daily Press. 2018-05-31  [2025-07-04]. （原始内容存档于2020-10-21）.
168. ↑    - Jobson, Robert. . Evening Standard. 2019-01-17  [2025-07-04]. （原始内容存档于2025-04-16）.
  - Armecin, Catherine. . International Business Times. 2018-12-14  [2025-07-04].
169. ↑  Windsor, the Duke of. . Life Magazine. 1947-12-08: 118  [2025-07-04].
170. 1 2  Nicolson 1968，第176頁.
171. ↑  Titchmarsh 2014，第212頁.
172. ↑  Rose 2000，第97頁.
173. ↑  Rose 2000，第98頁.
174. ↑  . The Sandringham Estate.   [2025-07-04]. （原始内容存档于2018-09-09）.
175. ↑  . The Sandringham Estate.   [2025-07-04]. （原始内容存档于2022-01-16）.
176. ↑  . The Sandringham Estate.   [2025-07-04]. （原始内容存档于2022-09-11）.